# Arctostaphylos manzanita
Arctostaphylos manzanita är en ljungväxtart. Arctostaphylos manzanita ingår i släktet mjölonsläktet, och familjen ljungväxter.

## Underarter
Arten delas in i följande underarter:
- A. m. elegans
- A. m. glaucescens
- A. m. laevigata
- A. m. manzanita
- A. m. roofii
- A. m. wieslanderi

## Bildgalleri

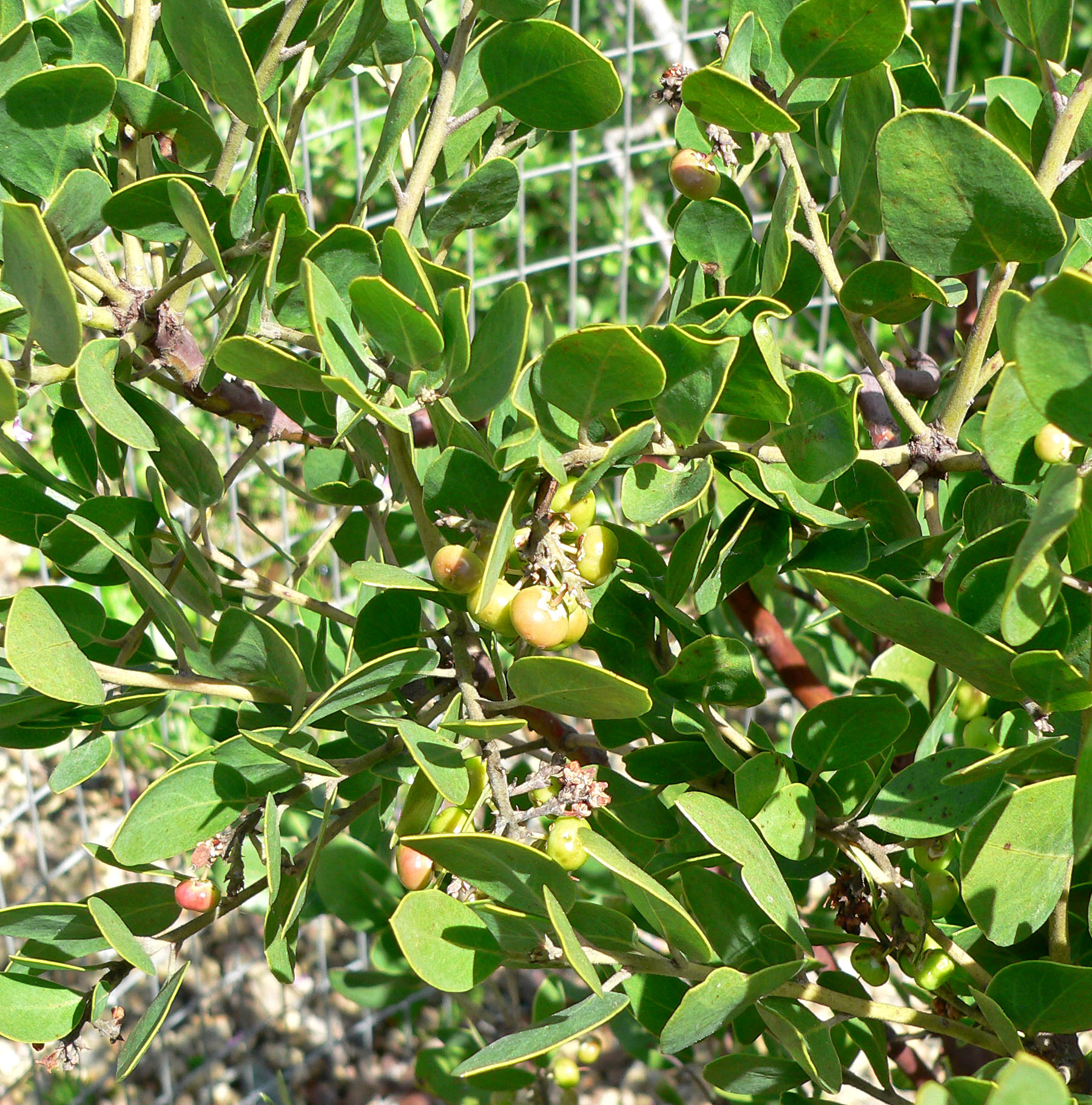
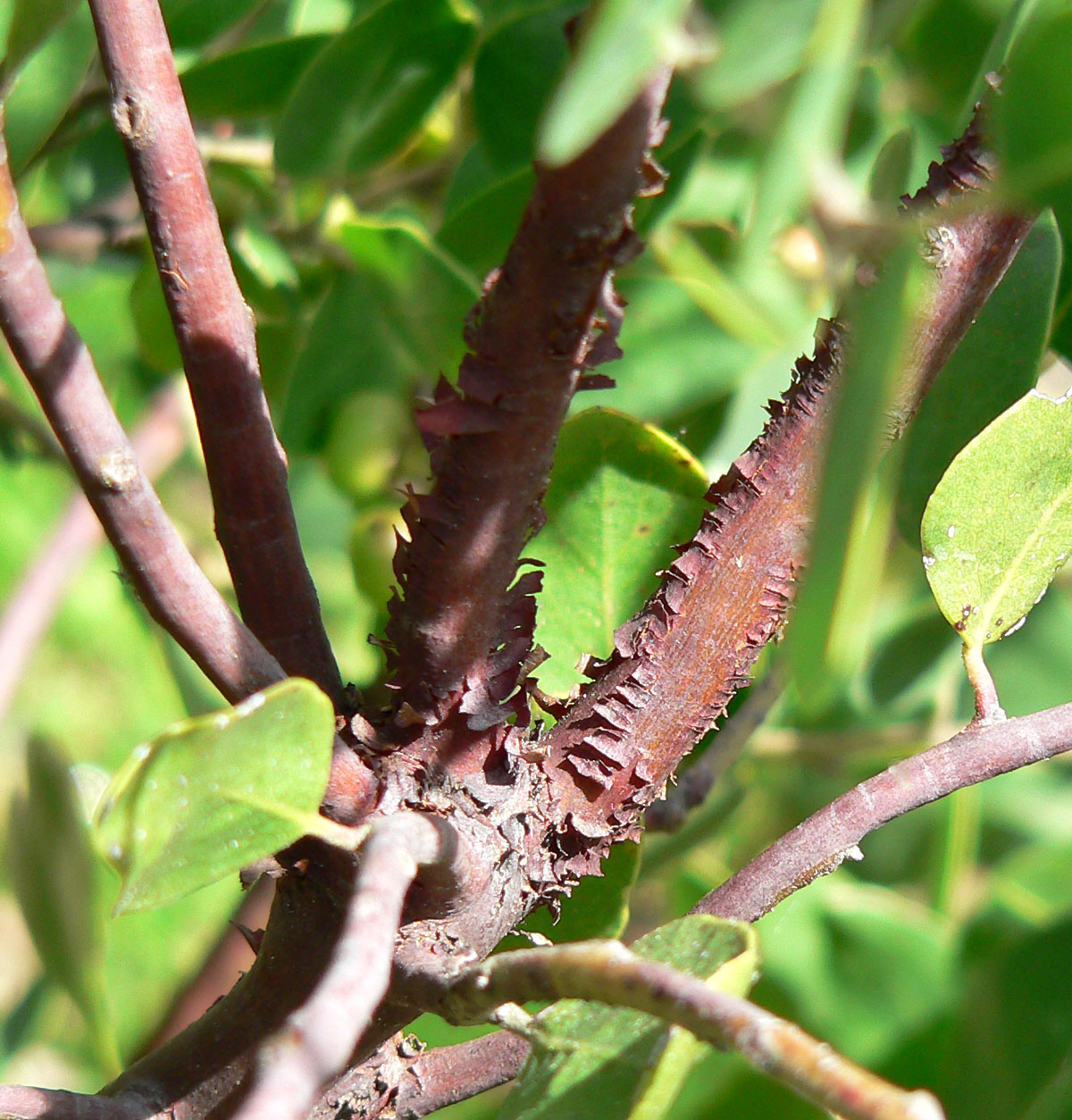
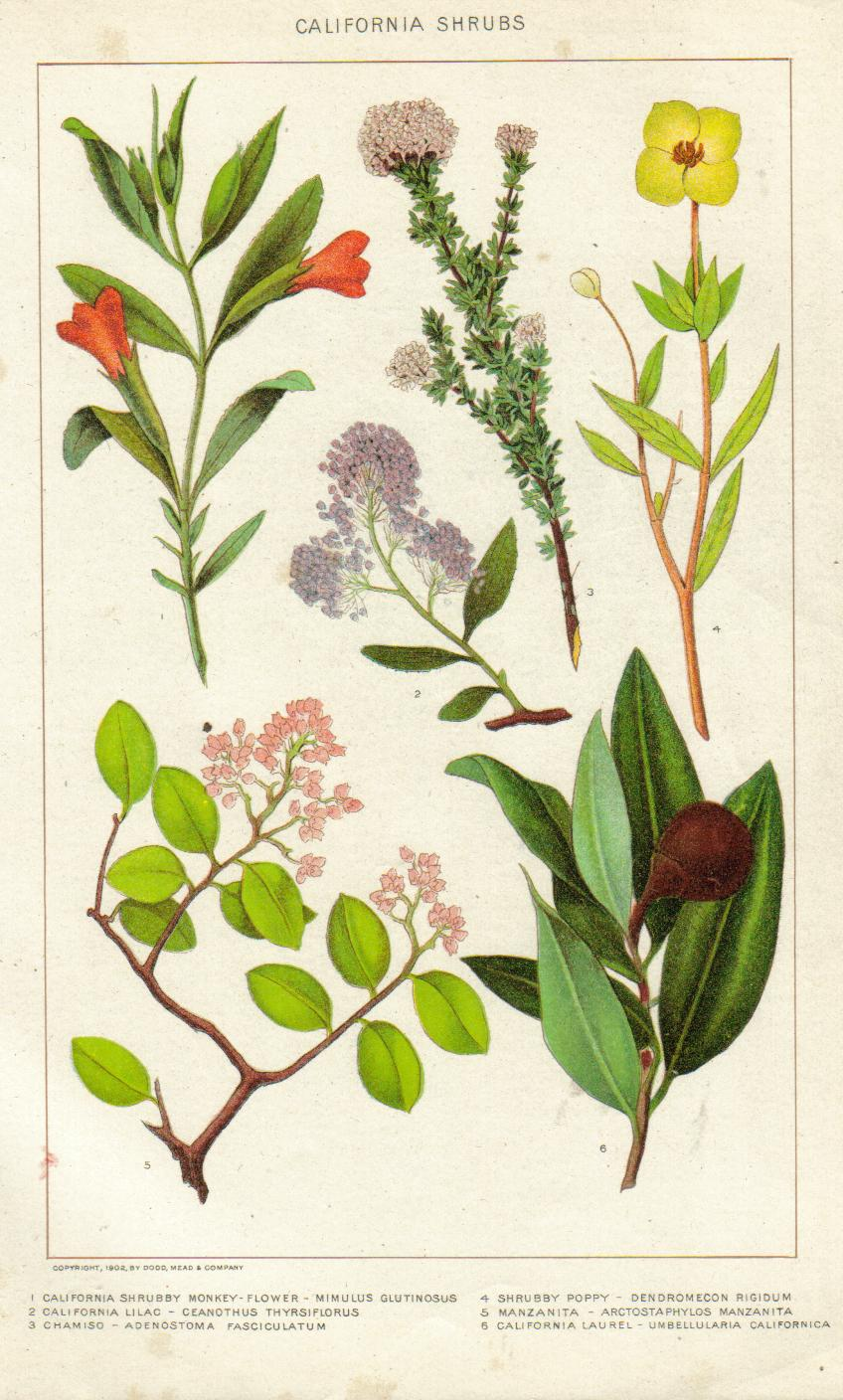
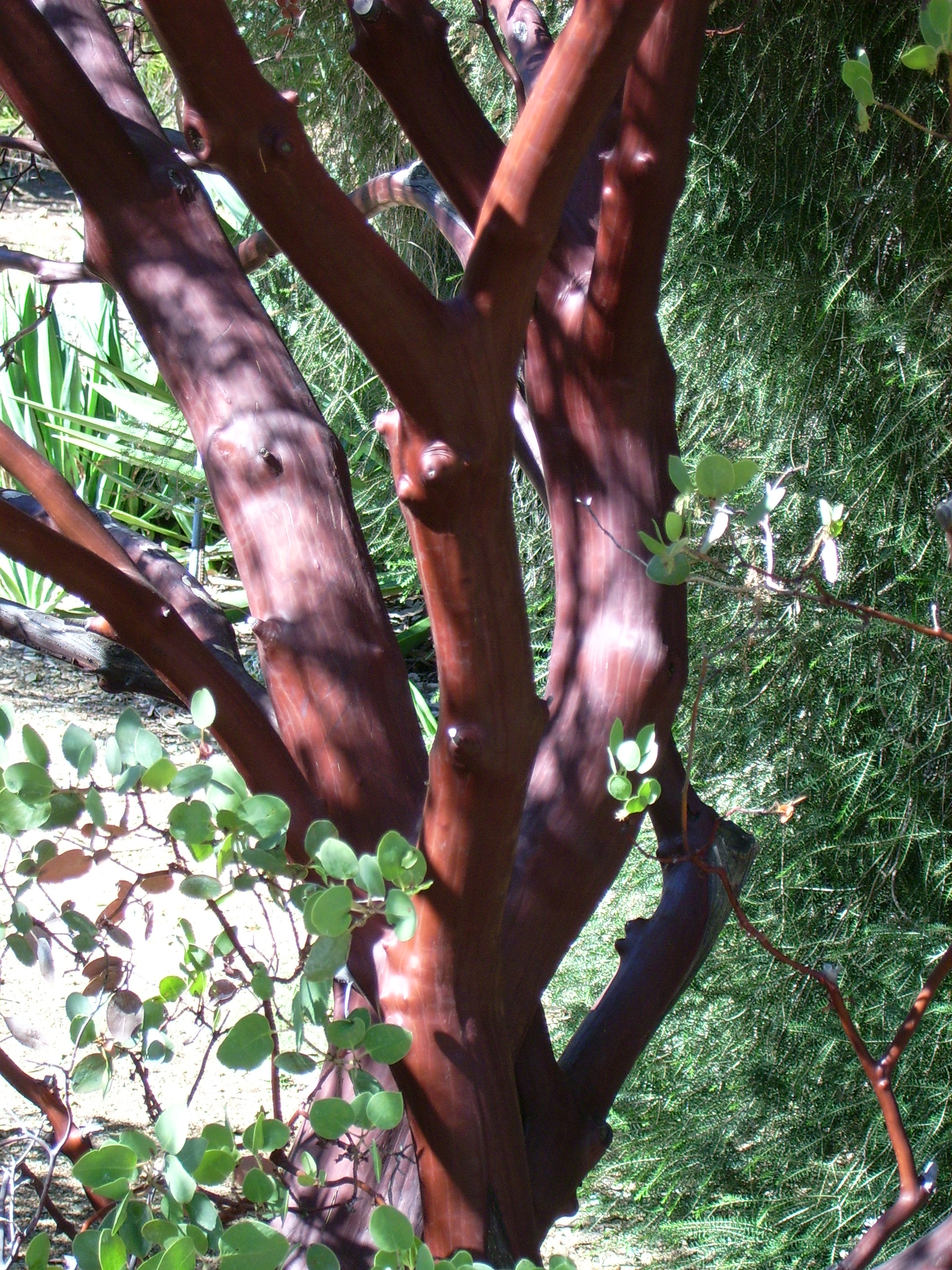
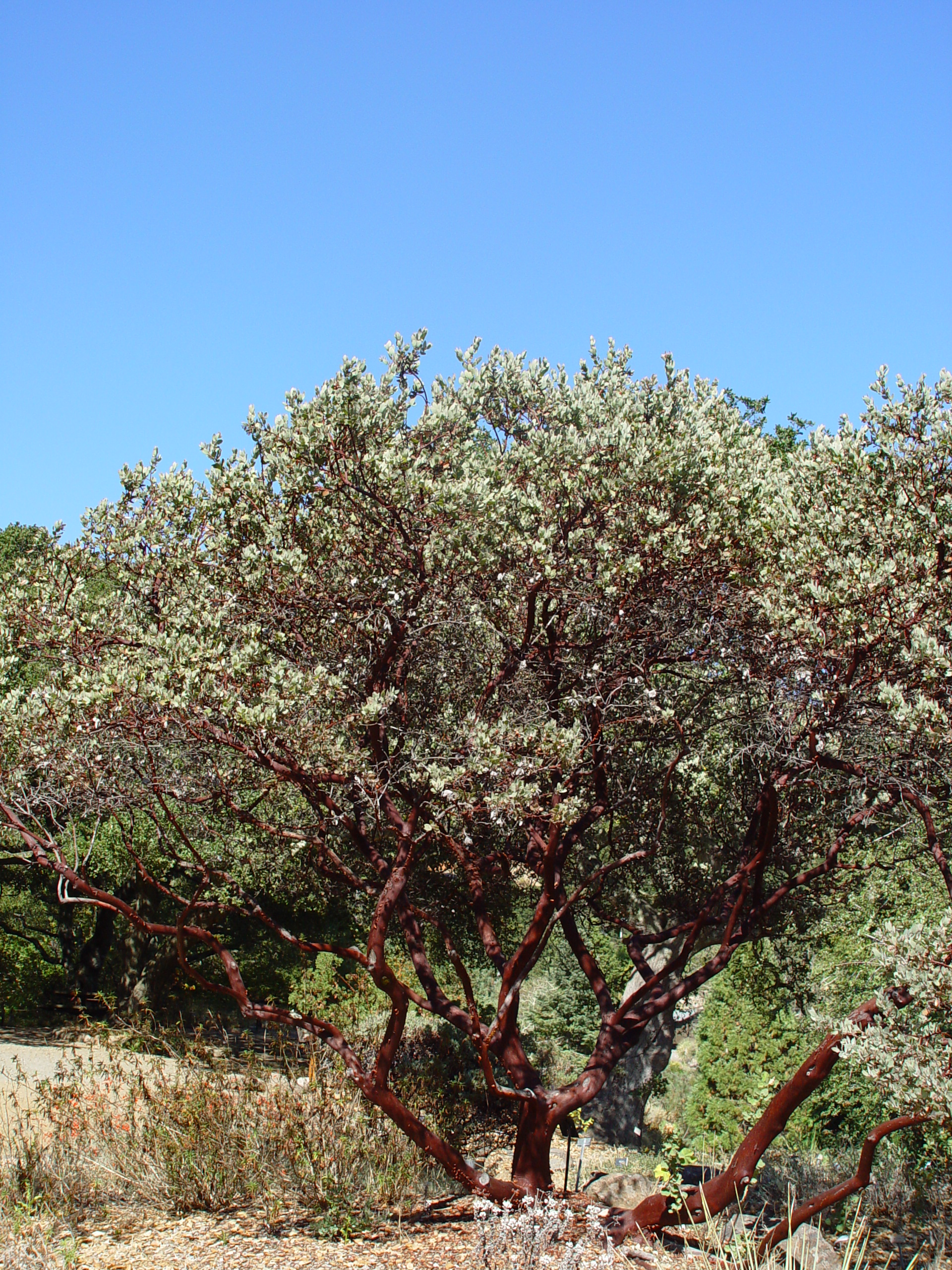
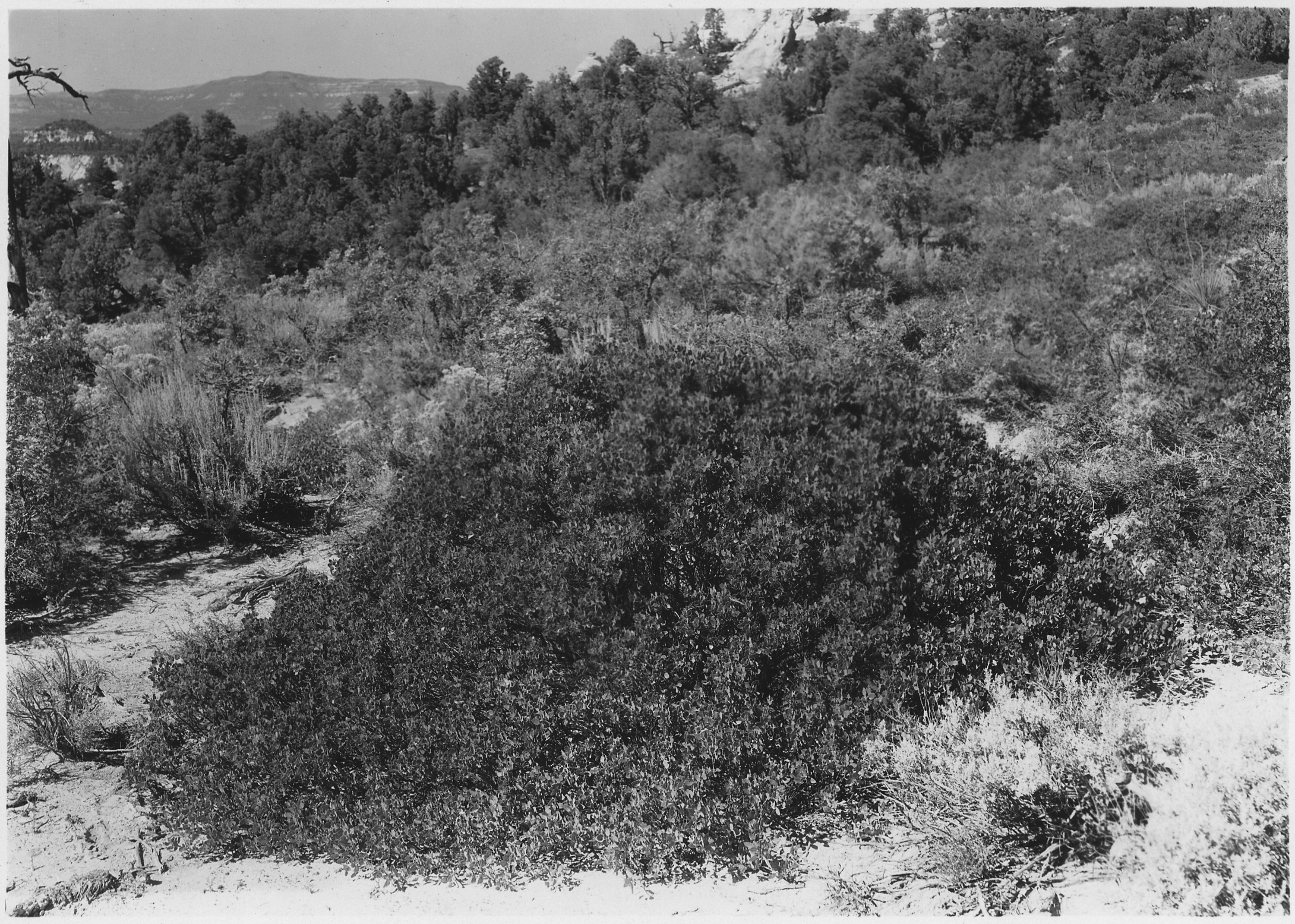